# HD 39640
HD 39640，又名CP-52 794，SAO 234169、HR 2049，是一颗恒星，视星等为5.17，位于銀經259.64，銀緯-30.17，其B1900.0坐标为赤經5h 48m 37.4s，赤緯-52° -30.17′ 54″。